# 阿夫哥耶
阿夫哥耶（索馬里語：、阿拉伯语：‎），又譯作阿弗戈耶，是索馬利亞下謝貝利州的一個城鎮，為阿夫哥耶區的中心，位於首都摩加迪休西方約25公里處。城鎮中央有謝貝利河流經。

## 歷史

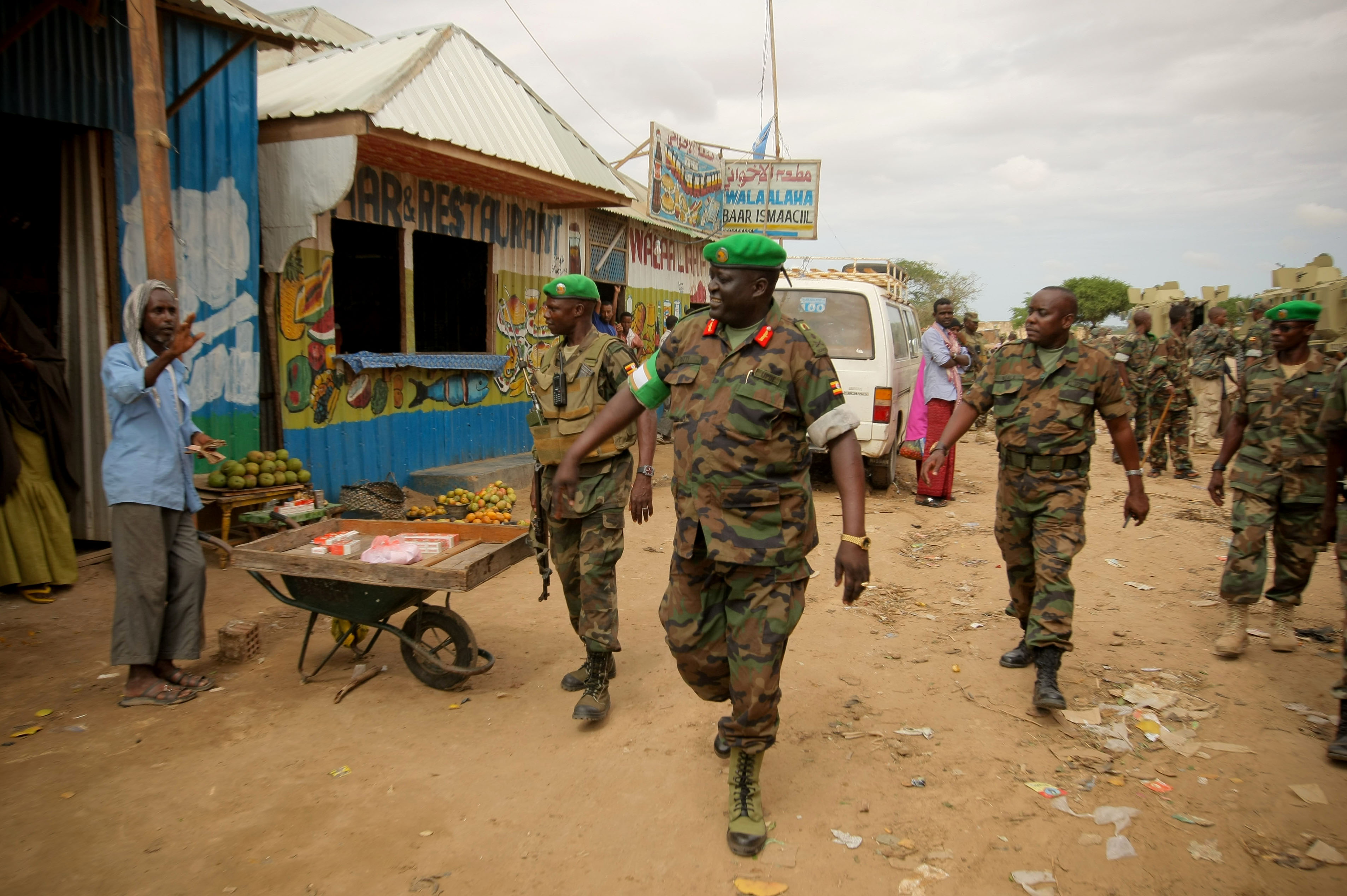
非洲联盟驻索马里特派团將領視察阿夫哥耶，攝於2012年

阿夫哥耶在中世紀時屬阿居兰苏丹国，後來先後被希爾西斯蘇丹國與格勒迪苏丹国統治。二十世紀阿夫哥耶為義屬索馬利的一部份，1908年義大利人佔領此地，1924年，摩加迪休-维拉布鲁兹铁路從摩加迪休周邊區域延伸至阿夫哥耶設站，隨後又繼續往東北方延伸。
1980年代，有許多波斯灣國家的投資客到訪此地。1991年索馬利亞內戰爆發後，阿夫哥耶的部分區域為索馬利亞南部難民的收容所。後來阿夫哥耶一度被索馬利亞青年黨佔據，為其對摩加迪休發動襲擊的重要基地，2012年索馬利亞政府在非洲联盟驻索马里特派团支援下將阿夫哥耶奪回。

## 文化
阿夫哥耶於每年的索馬利亞新年會舉辦名為Istunka的武術大會，此傳統可追溯至阿居兰苏丹国時期，並在格勒迪苏丹国時期發展成熟。

## 出身人物
- 穆罕默德·奧斯曼·賈瓦里（英语：Mohamed Osman Jawari）：索馬里聯邦議會議長[8]。